# Follow Your Leader (film 1914)
Follow Your Leader è un cortometraggio muto del 1914 diretto da Hay Plumb.

## Trama
Lo zio si mette a giocare con il nipote ma ben presto si trova in difficoltà.

## Produzione
Il film fu prodotto dalla Hepworth.

## Distribuzione
Distribuito dalla Hepworth, il film - un cortometraggio di 122 metri - uscì nelle sale cinematografiche britanniche nel maggio 1914.
Fu distrutto nel 1924 dallo stesso produttore, Cecil M. Hepworth. Fallito, in gravissime difficoltà finanziarie, Hepworth pensò in questo modo di poter almeno recuperare il nitrato d'argento della pellicola.